# Bernhard Kohn

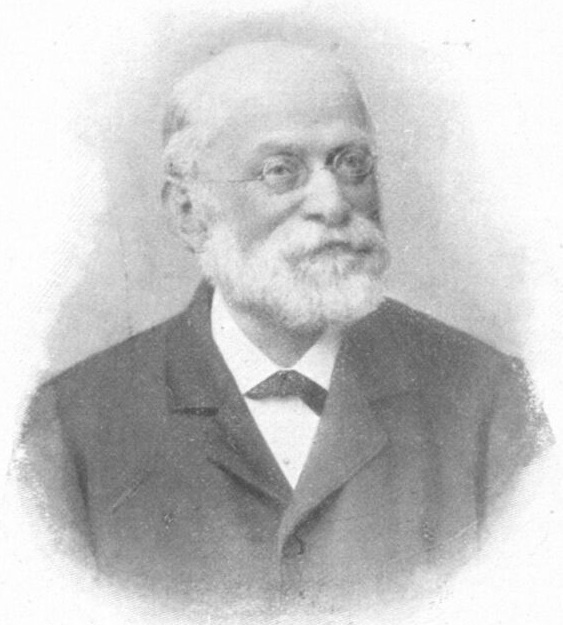
Bernhard Kohn

Bernhard Kohn (geb. 1829 als Isachar Kohn in Zalužany in Böhmen; gest. 28. April 1898 in Baden bei Wien) war ein österreichischer Unternehmer, der das gleichnamige Wiener „Klavier- und Harmonium-Etablissement“ führte, das sich auf den Handel dieser Instrumente spezialisierte.

## Leben

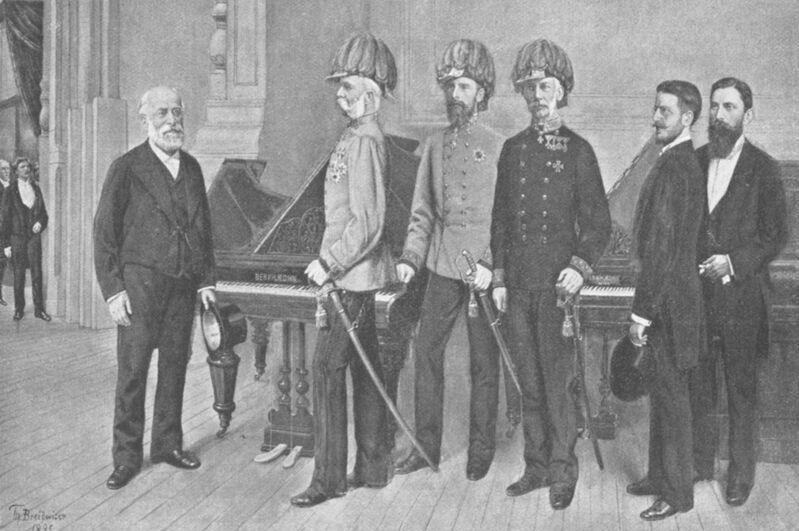
Bernhard Kohn (links) und seine Nachfolger Friedrich Karbach und Rudolf Kohn (rechts) vor Kaiser Franz Josef, Erzherzog Rudolf und Erzherzog Wilhelm

Kohn, der in einfachen Verhältnissen aufgewachsen war, verdiente seinen Lebensunterhalt zunächst, indem er Religions-, Musik- und literarischen Unterricht gab. Am Prager Konservatorium studierte er Orgel- und Harmonielehre, und er erteilte Klavierunterricht in Prag. Nachdem er die von ihm angestrebte Stelle als Kantor nicht erhalten hatte, eröffnete er 1856 in Prag ein kleines Geschäft für Klavierhandel. 1866 gründete er in Wien eine Filiale, zunächst in der Bäckerstraße, ab 1882 in der Himmelpfortgasse 20 im 1. Bezirk Innere Stadt. Aus dieser Filiale wurde bald der Unternehmenssitz, zunächst noch mit einigen Filialen in der österreichischen Provinz, doch um sich von Wien aus auf den Export nach Italien und auf den Balkan zu fokussieren, gab Kohn die Filialen auf. Vorübergehend versuchte sich Kohn auch als Klavierbauer, doch gab er das wieder auf und spezialisierte sich auf den Handel und Verleih von Klavieren. Bei der Wiener Weltausstellung 1873 fungierte Kohn als Vertreter von 30 Instrumentenfabriken, darunter die Klavierhersteller Steinway, Blüthner, Bechstein und Mason & Hamlin. Kohn bot auch Dienstleistungen wie Klavierstimmer an und er vertrieb auch Pianolas. Zu seinen Kunden zählten beispielsweise Gustav Mahler, Heinrich Schenker und die Familie Wittgenstein sowie der Adel und der kaiserliche Hof. Für seine Verdienste wurde Bernhard Kohn zum k.u.k. Hoflieferanten ernannt.

## Familie
Bernhard Kohn war der Sohn von Salomon Kohn und dessen zweiter Ehefrau Thekla. Ein Stiefbruder von Bernhard, aus der ersten Ehe seines Vaters, war der Reformrabbiner Abraham Kohn (1806–1848), der ab 1833 in Hohenems und ab 1844 in Lemberg wirkte.
Bernhard Kohn war mit Emilie, geborene Levy (bzw. Löwy; geb. 1840, gest. 1883), verheiratet. Die beiden Kinder des Paares waren:
- Ernestine Kohn (geb. 2. März 1862; gest. Februar 1929), verheiratet mit Rudolf Kohn (geb. März 1856, gest. 19. April 1937), Klavierhändler. Das Paar hatte drei Kinder:
  - Emilie (Emmi) Kohn (geb. 17. März 1885), verheiratet mit dem Grafikdesigner Julius Klinger. Das Ehepaar wurde 1942 ins Vernichtungslager Maly Trostinez deportiert und dort am 9. Juni 1942 ermordet.
  - Viktor Kohn (geb. 19. August 1886; gest. Oktober 1945 in Wien); verheiratet ab 1917 mit Hermine (Herma) Leidenfrost (geb. 1881, gest. 1965).
  - Arthur Kohn (geb. 16. Jänner 1890 in Wien), Urgeschichtler, Klavierhändler und langjähriges Vorstandsmitglied des Alpen-Skivereins. Arthur starb am 6. April 1944 im KZ Theresienstadt. Er war verheiratet ab 1917 mit Ida Steiner (geb. 19. Mai 1894 in Prag), die im KZ Auschwitz ermordet wurde.

- Friedrich Kohn (geb. 18. November 1869 in Prag), der als  Komponist, Musiker und Kapellmeister der Wiener Tonkünstler unter dem Namen Friedrich Karbach bekannt wurde und auch als Klavierhändler tätig war. Er wurde 1942 im KZ Theresienstadt ermordet. Aus seiner ersten Ehe mit Olga (geborene Treu geb. 29. Jänner 1876, Heirat 1896; Trennung 1910; Olga wurde 1942 aus Wien nach Riga deportiert und dort ermordet) entstammten die Kinder
  - Oskar Karbach (geb. 19. März 1897 in Wien, gest. 1973 in New York), Autor, Jurist und Sekretär der Jüdischen Völkerbundliga.
  - Marianne Karbach (geb. 1899, gest. 1920)

In zweiter Ehe war Friedrich Kohn mit Anna (geb. 28. November 1872) verheiratet, die am 27. Mai 1943 in Theresienstadt ermordet wurde.

## Firmengeschichte nach Bernhard Kohns Tod

Werbung von Bernhard Kohn (1907)

Nach dem Tod des Firmengründers Bernhard Kohn übernahmen sein Sohn, der als Komponist den Namen Friedrich Karbach wählte, und sein Schwiegersohn Rudolf Kohn das Unternehmen. Nach dem Ersten Weltkrieg wurde die Firma Kohn und Karbach 1926 Mitglied der Genossenschaft der Klavier-, Harmonium und Orgelbauer in Wien. Ende der 1920er-Jahre übernahmen Kohn und Karbach den österreichischen Klavierhersteller Schweighofer. Zur gleichen Zeit eröffnete Johann Schweighofer eine separate Klavierfabrik ebenfalls unter dem Namen Schweighofer. Um die produzierten Instrumente voneinander zu unterscheiden, brachten Kohn und Karbach zusätzlich zur gemeinsamen Aufschrift „Schweighofer“ den Namen „Kohn & Karbach“ auf den Resonanzböden an. Das Schweighofer (Kohn & Karbach) Unternehmen produzierte bis zum Anschluss Österreichs 1938 Klaviere. Das Klavierhaus wurde im Oktober 1838 „arisiert“; als Verwalter wurde Friedrich Ehrbar jun. (1900–1970) eingesetzt, der Eigentümer des Klavierhauses Friedrich Ehrbar. Durch einen Vergleich 1953 mit den Kohns Erben blieb die Klavierhandlung in den Händen Friedrich Ehrbars.